# ガイウス・フラミニウス (紀元前187年の執政官)
ガイウス・フラミニウス（ラテン語: Gaius Flaminius、生没年不詳）は、紀元前3世紀終わりから紀元前2世紀初頭の、共和政ローマの政務官。紀元前187年にコンスル（執政官）を務めた。

## 出自
プレプス（平民）であるフラミニウス氏族の出身である。同名の父ガイウス・フラミニウスは先祖に有力者のいないノウス・ホモ（新人）の一員として台頭し、輝かしい出世を遂げた。紀元前223年と紀元前217年の二度執政官を務め、紀元前220年にはケンソル（監察官）に就任しているが、トラシメヌス湖畔の戦いで戦死した。フラミニウスの祖父もガイウスというプラエノーメン（第一名、個人名）であることが分かっている。

## 経歴
紀元前209年、プブリウス・コルネリウス・スキピオ（後のスキピオ・アフリカヌス）のクァエストル（財務官）を務め、カルタゴ・ノウァを陥落させた後の処理をスキピオから任されている。
紀元前196年、マルクス・フルウィウス・ノビリオル (紀元前189年の執政官)と共にアエディリス・クルリス（上級按察官）に就任している。ローマ大祭を3回繰り返し、シキリア属州から送られてきた大量の小麦を安価で民衆に販売したが、これはシキリアの住民が彼の父の記憶を称えて送ったものであるという。
紀元前193年、プラエトル（法務官）に選出され、ヒスパニア・キテリオルを担当することとなった。前任者のセクストゥス・ディギトゥスは、原住民との大きな戦闘は起こさなかったが、それでも軍の半分を失ってしまった。フラミニウスは現地の情勢は困難であり、援軍が必要であるとローマに訴え、ウァレリウス・アンティアスによれば、シキリア属州とアフリカ属州で兵士を募集し、その後ヒスパニアでも兵士を募集したという。ヒスパニアに到着すると、オレタニの町を占領し、いくつかの成功を収め、元老院はフラミニウスのヒスパニア・キテリオルでのインペリウム（指揮権）を三度延長した。
紀元前187年、パトリキ（伝統的貴族）のマルクス・アエミリウス・レピドゥスと共にコンスルに就任した。レピドゥスはマルクス・フルウィウス・ノビリオルの政敵であり、アエトリアのアンブラシアからの大使がノビリオルがアエトリアとの戦争を始めたとの訴えを支持した。フラミニウスはノビリオルに味方したが、元老院はアンブラシアに有利な判決を下した。両執政官はその後リグリアと戦争をしたが、フラミニウスは病気のために出征が遅れた。その年の終わりにはローマに戻り次の執政官選挙を管理し、紀元前186年初めには後任に委ねた。執政官就任中に街道を建設し、ボノニア（現在のボローニャ）とアッレティウム（現在のアレッツォ）を結んだ。
紀元前183年、植民市アクイレイアを建設する3人委員会に、プブリウス・コルネリウス・スキピオ・ナシカ、ルキウス・マンリウス・アキディヌス・フルウィアヌスと共に選出されている。アクイレイアは紀元前181年に完成した。

## 参考資料

### 古代の資料
- カピトリヌスのファスティ
- ティトゥス・リウィウス『ローマ建国史』

### 研究書
- Broughton R. Magistrates of the Roman Republic. - New York, 1951. - Vol. I. - P. 600.
- Münzer F. Flaminius 2 // Paulys Realencyclopädie der classischen Altertumswissenschaft . - 1909. - Bd. VI, 2. - Kol. 2496-2502.
- Münzer F. Flaminius 3 // Paulys Realencyclopädie der classischen Altertumswissenschaft . - 1909. - Bd. VI, 2. - Kol. 2502.